# Šamac
La municipalitat de Šamac es localitza a la regió de Doboj, dins de la República Srpska, a Bòsnia i Hercegovina.

## Geografia
Aquesta municipalitat es troba a la riba dreta del riu Sava. A l'altre costat del riu es troba Slavonski Samac, ciutat de Croàcia. La ciutat està situada en una posició estratègica a prop del passadís que connecta el nord-oest i el sud-oest de la República Sèrbia de Bòsnia, a prop del Districte de Brčko.

## Demografia
Si es considera que la superfície total d'aquest municipi és de 184 quilòmetres quadrats i la seva població està composta per unes 32.960 persones, es pot estimar que la densitat poblacional d'aquesta municipalitat és de 179 habitants per cada quilòmetre quadrat d'aquesta divisió administrativa.

## Localitats
Aquesta municipalitat de la República Srpska, localitzada a Bòsnia i Hercegovina es troba subdividida en les següents localitats: 
- Batkuša
- Bazik
- Brvnik
- Crkvina
- Domaljevac
- Donja Slatina
- Donji Hasić
- Gajevi
- Gornja Slatina
- Gornji Hasić
- Grebnice
- Kornica
- Kruškovo Polje
- Novo Selo
- Obudovac
- Pisari
- Prud
- Srednja Slatina
- Šamac (Bosanski Šamac)
- Škarić
- Tišina
- Zasavica